# 愛はマジック
「愛はマジック」(あいはマジック、英: "Magic Feeling of love") は、日本のチャリティー番組『24時間テレビ 「愛は地球を救う」』（日本テレビ系列）で、1978年（第1回）から1991年（第14回）まで使用された曲。
作詞：奈良橋陽子（榎木富士夫）、 作曲・編曲：大野雄二、 歌：ザ・バーズ。
主に募金やキャンペーン受付告知時やグランドフィナーレなどによくかかっていた曲であり、歌詞も一部英語詞と全編日本語詞の2種類のバージョンが存在する。また番組の提供クレジットで、同曲を短くアレンジしたインストゥルメンタルのジングルが使用されていた。
1992年の番組リニューアルにともない、番組で使用されることが無くなった（ただし、1992年は『サライ』がまだ完成する前だったため、各系列局の協賛CMやローカル枠では使用されていた）。ごく一部の地方では番組のコマーシャル等で稀に流れる放送局もあるが、近年では使用されるケースもほとんど無くなっている模様。

## 収録作品
本楽曲は、1978年発売の第1回『24時間テレビ 「愛は地球を救う」』のサウンドトラック『愛は地球を救う』（ビクター SJX-20076）に収録された。同サウンドトラックは2010年1月20日にブリッジからCDで再発（ブリッジ EGDS47）された。